# Seehausen
Seehausen (Altmark) är en stad i Landkreis Stendal i förbundslandet Sachsen-Anhalt i Tyskland.
Kommunen bildades den 1 januari 2010 genom en sammanslagning av de tidigare kommunerna Beuster, Geestgottberg, Losenrade och Seehausen (Altmark) i den nya kommunen Seehausen (Altmark). Den 1 september uppgick Schönberg i kommunen.
Kommunen ingår i förvaltningsgemenskapen Seehausen (Altmark) tillsammans med kommunerna Aland, Altmärkische Höhe, Altmärkische Wische och Zehrental.